# Philip Brennan
Philip „Phil“ Brennan (* 1967 oder 1968) ist ein schottischer Spezialeffektkünstler, der 2013 für Snow White and the Huntsman für den Oscar in der Kategorie Beste visuelle Effekte nominiert wurde. 

## Leben
Er wuchs in Barnton, einem Stadtteil von Edinburgh, auf und ging auf das Stewart’s Melville College, einer Privatschule in Edinburgh. Anschließend studierte er an der Strathclyde University Microprozessortechnik. Von 1989 bis 1994 war er bei Quantel als Forschung- und Entwicklungsingenieur angestellt. Danach zog er nach Los Angeles, wo er bis 1999 als VFX Supervisor und Infernokünstler bei Sight Effects arbeitete. Dort wirkte er an Filmen wie Species und Volcano mit. 
1999 wechselte er zu Asylum Visual Effects wo er als VFX Supervisor und Creative Director angestellt wurde. Dort war an Spielfilmen wie Planet der Affen, Minority Report, Das Vermächtnis der Tempelritter und Der seltsame Fall des Benjamin Button beteiligt. Seitdem das Studio 2010 schloss, arbeitet er als Freelancer. 2012 arbeitete er an Snow White and the Huntsman mit, für den er 2013 zusammen mit Cedric Nicolas-Troyan, Neil Corbould und Michael Dawson für den Oscar in der Kategorie Beste visuelle Effekte nominiert wurde. Er lebt zusammen mit seiner Frau in Los Angeles.

## Filmografie (Spezialeffekte)
- 1995: Species
- 1996: Einsame Entscheidung (Executive Decision)
- 1997: Volcano
- 2001: Black Hawk Down
- 2001: Moulin Rouge
- 2001: Pearl Harbor
- 2001: Planet der Affen (Planet of the Apes)
- 2002: Catch Me If You Can
- 2002: Minority Report
- 2002: Ticker
- 2002: Meister der Verwandlung (The Master of Disguise)
- 2003: Master & Commander – Bis ans Ende der Welt (Master and Commander: The Far Side of the World)
- 2004: Das Vermächtnis der Tempelritter (National Treasure)
- 2005: King Kong
- 2005: Sky High – Diese Highschool hebt ab! (Sky High)
- 2006: Apocalypto
- 2006: Déjà Vu – Wettlauf gegen die Zeit (Deja Vu)
- 2006: Pirates of the Caribbean – Fluch der Karibik 2 (Pirates of the Caribbean: Dead Man's Chest)
- 2007: Das Vermächtnis des geheimen Buches (National Treasure: Book of Secrets)
- 2007: Pirates of the Caribbean – Am Ende der Welt (Pirates of the Caribbean: At World's End)
- 2008: Der seltsame Fall des Benjamin Button (The Curious Case of Benjamin Button)
- 2009: Freitag der 13. (Friday the 13th)
- 2009: Shopaholic – Die Schnäppchenjägerin (Confessions of a Shopaholic)
- 2009: Terminator: Die Erlösung (Terminator Salvation)
- 2010: Duell der Magier (The Sorcerer's Apprentice)
- 2012: Snow White and the Huntsman